# Return of the Dozen Vol. 2
Albums de D12
Return of the Dozen
(2008)
Return of the Dozen Vol. 2 est une mixtape de D12, sortie le 21 avril 2011.
Disponible sur Internet, cet album a été réalisé avec le soutien du label Shady Records et mixé par DJ Young Mase. Il fait suite au premier volume sorti en 2008.
La totalité des membres de D-12 apparaissent sur ce projet à l'exception de Bugz décédé en 1999 : Eminem est présent sur deux titres, Denaun Porter également et Fuzz Scoota apparaît sur trois morceaux. Néanmoins, la plupart des titres sont assurés par Kuniva, Bizarre et Swifty McVay. Ce projet compte également les apparitions de proches du groupe (Maestro Williams, King Gordy, Trick-Trick) mais aussi de Young Buck et Young Zee. Il est à noter qu'un des morceaux (On Fire) reprend l'instrumental du morceau éponyme, présent sur l'album Recovery d'Eminem.

## Liste des titres
| No  | Titre                                                              | Contient un (des) sample(s) de    | Durée |
| --- | ------------------------------------------------------------------ | --------------------------------- | ----- |
| 1.  | Intro (featuring Mr. Smith – Produit par Eminem)                   |                                   | 0:43  |
| 2.  | Fame (Produit par Eminem)                                          |                                   | 4:34  |
| 3.  | Let's Go (Produit par Kon Artis)                                   |                                   | 2:37  |
| 4.  | Kill Zone (Freestyle) (Produit par DT)                             |                                   | 3:34  |
| 5.  | I Made It (featuring Trick-Trick – Produit par Trick-Trick)        |                                   | 5:02  |
| 6.  | King Kong (Produit par Essman)                                     |                                   | 3:17  |
| 7.  | Play This Game (featuring Maestro – Produit par Maestro Williams)  |                                   | 3:36  |
| 8.  | Rape a Bartender (Freestyle) (featuring Maestro)                   |                                   | 4:00  |
| 9.  | 14 Emcees (Produit par Maestro Williams et Essman)                 |                                   | 5:42  |
| 10. | I Go Off (Freestyle)                                               |                                   | 3:47  |
| 11. | Quit Handcuffin' (Freestyle) (featuring Young Buck)                |                                   | 4:08  |
| 12. | On Fire (Freestyle) (Produit par Kon Artis)                        |                                   | 5:30  |
| 13. | Back in the Day (featuring Phenom)                                 |                                   | 3:39  |
| 14. | Fuckin' You Up (Freestyle) (featuring King Gordy et Young Zee)     |                                   | 4:43  |
| 15. | Midwest Nigga (featuring Big T)                                    |                                   | 3:37  |
| 16. | Kush & Green (featuring M. J. Robinson – Produit par Apollo Brown) | Help (Somebody Please) des O'Jays | 4:49  |
| 17. | Fuck in the Truck (Produit par Kon Artis)                          |                                   | 2:50  |
| 18. | Tryna Be Cool (featuring Maestro – Produit par Maestro Williams)   |                                   | 3:12  |
| 19. | Canon (Freestyle) (Produit par Don Cannon)                         |                                   | 5:00  |
| 20. | Outro                                                              |                                   | 3:35  |